# The Kids of Degrassi Street
The Kids of Degrassi Street foi uma série de televisão canadense criada por Linda Schuyler, e exibida pela CBC Television de 1979 a 1986, totalizando 26 episódios. Trata-se da primeira série da franquia Degrassi, surgida de quatro curtas-metragens: Ida Makes a Movie, Cookie Goes to the Hospital, Irene Moves In e Noel Buys a Suit.
Internacionalmente o programa foi premiado com dois Emmy Awards, e exibido no Reino Unido pela BBC, e na Austrália pela ABC.

## Prêmios
| Ano  | Categoria                | Series                      | Nomeado              | Resultado |
| ---- | ------------------------ | --------------------------- | -------------------- | --------- |
| 1986 | Programa Infanto Juvenil | The Kids of Degrassi Street | "Griff Gets a Hand"  | Venceu    |
| 1987 | Programa Infanto Juvenil | Degrassi Junior High        | "It's Late"          | Venceu    |
| 1988 | Programa Infanto Juvenil | Degrassi Junior High        | "Great Expectations" | Indicado  |